# Jacques Le Roy Ladurie
Jacques Le Roy Ladurie, född 28 mars 1902, död 6 juni 1988, var en fransk agrar-syndikalist, aktivist och teoretiker inom fransk socialkatolicism.
Le Roy Ladurie var under en tid jordbruksminister under Vichyregimen, men 1943 närmade han sig motståndsrörelsen. Han är far till den kände historikern Emmanuel Le Roy Ladurie.